# Psectrotanypus virdescens
Psectrotanypus virdescens är en tvåvingeart som först beskrevs av Maurice Emile Marie Goetghebuer 1922.  Psectrotanypus virdescens ingår i släktet Psectrotanypus och familjen fjädermyggor.
Artens utbredningsområde är Belgien. Inga underarter finns listade i Catalogue of Life.